# Monique Pronk
Monica Maria (Monique) Pronk  (Amsterdam, 4 augustus 1958) is een voormalige Nederlandse roeister. Ze vertegenwoordigde Nederland bij verschillende grote internationale wedstrijden. Tweemaal nam ze deel aan de Olympische Spelen, maar ze won hierbij geen medailles.
In 1976 maakte Pronk haar olympisch debuut op de Olympische Spelen van Los Angeles op het onderdeel vier met stuurvrouw. Ze drong door tot de finale en behaalde daar een vijfde plaats met een tijd van 3.54,36. Vier jaar later behaalde ze op de Spelen van Moskou in de dubbelvier met stuurvrouw een zesde plaats.
Pronk was lid van de Rooms Katholieke roeivereniging RIC in Amsterdam. Ze studeerde Nederlandse en Franse taal en werd later werkzaam als lerares.

## Palmares

### roeien (vier met stuurvrouw)
- 1976: 5e OS - 3.54,36

### roeien (dubbelvier met stuurvrouw)
- 1977: 7e WK - 3.19,00
- 1979: 7e WK - 3.12,96
- 1980: 6e OS - 3.22,64

Liesbeth Vosmaer-de Bruin · 
Hette Borrias · 
Myriam van Rooyen-Steenman · 
Ans Gravesteijn · 
Monique Pronk (stuurvrouw)
Ineke Donkervoort · 
Lili Meeuwisse · 
Greet Hellemans · 
Jos Compaan · 
Monique Pronk (stuurvrouw)